# Powiat Samter
Powiat Samter (niem. Kreis Samter, pol. powiat szamotulski) – niemiecki powiat istniejący w okresie od 1818 do 1919 r. na terenie prowincji poznańskiej.
Powiat Samter utworzono w 1818 r. W 1918 r. w prowincji poznańskiej wybuchło powstanie wielkopolskie przeciwko rządom niemieckim i powiat znalazł się pod kontrolą powstańców. W ramach traktatu wersalskiego z 1919 r. terytorium powiatu trafiło do państwa polskiego.
W 1910 r. powiat obejmował 165 gminy o powierzchni 1.093,46 km² zamieszkanych przez 66.856 osób.